# گمینا بروده (استان لوبوسکی)
گمینا بروده (استان لوبوسکی) (به لهستانی:  Gmina Brody) یک گمینا در لهستان است که در شهرستان ژاری واقع شده‌است.
 گمینا بروده ۲۴۰٫۳۶ کیلومتر مربع مساحت و ۳٬۴۸۶ نفر جمعیت دارد.